# 1461 Trabzon
1461 Trabzon Kulübü – turecki klub piłkarski, grający w Bölgesel Amatör Lig (5. poziom rozgrywek), mający siedzibę w mieście Trabzon. Klub został założony w 1998 jako Değirmenderespor. Po wywalczeniu awansu na  3. szczebel rozgrywek, Trabzonspor wykupił klub, który od tego momentu miał działać jak zespół rezerw i przemianował go na Trabzon Karadenizspor. Zmianie uległy również barwy i logo. 14 stycznia 2009, klub zmienił nazwę na ówczesną.

## Stadion
Domowe mecze klub rozgrywa na stadionie o nazwie Akçaabat Fatih Stadyumu, który może pomieścić 6238 widzów.

## Skład na sezon 2015/2016
| Nr | Poz. | Piłkarz                                        |
| -- | ---- | ---------------------------------------------- |
| 1  | BR   | Ziya Aydin                                     |
| 2  | OB   | Oktay Demircan                                 |
| 4  | OB   | Ogulcan Gökce (wypożyczony z Trabzonsporu)     |
| 5  | PO   | Batuhan Artarslan (wypożyczony z Trabzonsporu) |
| 7  | PO   | Ziya Alkurt                                    |
| 8  | PO   | Kaan Güdü                                      |
| 9  | NA   | Yaser Hacimustafaoglu                          |
| 11 | NA   | Hamza Gür                                      |
| 12 | OB   | Serge Akakpo                                   |
| 13 | BR   | İbrahim Demir                                  |
| 17 | PO   | Ali Kucik                                      |
| 19 | OB   | Ugur Öztürk                                    |
| 20 | PO   | Abdulkadir Parmak                              |

| Nr | Poz. | Piłkarz                                    |
| -- | ---- | ------------------------------------------ |
| 21 | PO   | Ferhat Yazgan (wypożyczony z Trabzonsporu) |
| 22 | OB   | Ömer Tunc                                  |
| 23 | OB   | Aytaç Ak                                   |
| 25 | PO   | Oguzhan Acar                               |
| 26 | PO   | Ibrahim Coskun                             |
| 35 | BR   | Kurtulus Yurt (wypożyczony z Trabzonsporu) |
| 46 | OB   | Erhan Kara                                 |
| 61 | PO   | Emrullah Kokoc                             |
| 70 | PO   | Yüksel Sisman (wypożyczony z Trabzonsporu) |
| 76 | NA   | Yoann Arquin                               |
| 77 | OB   | Okan Yildiz                                |
| 95 | BR   | Recep Aga Özkanca                          |